# Ліберальний форум
Ліберальний форум (нім. Liberales Forum, нім. LIF) — колишня австрійська центристська

ліберальна

політична партія. Діяла з лютого 1993 року по січень 2014 року, коли партія об’єдналася в NEOS — Нова Австрія і Ліберальний форум. 

Член Ліберального Інтернаціоналу і європартії Альянс лібералів і демократів за Європу.

## Історія
Партія була заснована 4 лютого 1993 року а після виходу політиків ліберального спрямування, в тому числі 5 членів  Національної ради, очолюваних Хайде Шмідт, з Австрійської партії свободи, в минулому ліберальної, але під керівництвом Йорга Хайдера схильної до націоналізму. Таким чином, Ліберальний форум став першою політичною партією країни, представленої в парламенті з самого заснування, і замінив АПС в Ліберальному інтернаціоналі. У 1994 році під керівництвом Шмідт партія завоювала 11 місць в парламенті, а в 1995 - 10 місць.  Однак після відставки Шмідт популярність партії впала, і в 1999, отримавши 3,65% голосів, Ліберальний форум не пройшов до парламенту, де з тих пір був представлений тільки в 2006-2008 роках депутатом, обраним за списком Соціал-демократичної партії Австрії. Увійшла в партію NEOS - Нова Австрія.

## Програма
Партія виступає за повну лібералізацію економічної системи, невтручання держави в економічне життя, масову приватизацію, рівноправність гомосексуалів і легалізацію марихуани.

## Вибори доНаціональрату
| Рік виборів | # Загалом голосів              | %                              | # Місць  | Уряд              |
| ----------- | ------------------------------ | ------------------------------ | -------- | ----------------- |
| 1994        | 276,580 (5th)                  | 6.00%                          | 11 / 183 | в опозиції        |
| 1995        | 267,026 (4th)                  | 5.51%                          | 10 / 183 | в опозиції        |
| 1999        | 168,612 (5th)                  | 3.59%                          | 0 / 183  | Позапарламентська |
| 2002        | 48,083 (5th)                   | 0.97%                          | 0 / 183  | Позапарламентська |
| 2006        | Contested election on SPÖ list | Contested election on SPÖ list | 1 / 183  | в уряді           |
| 2008        | 102,249 (6th)                  | 2.09%                          | 0 / 183  | Позапарламентська |
| 2013        | у списку NEOS                  | у списку NEOS                  | 2 / 183  | в опозиції        |